# Berchemia lineata
Berchemia lineata es una especie de planta trepadora caducifolia de la familia Rhamnaceae. Se produce naturalmente en matorrales secos en las montañas de Asia central. B. lineata se encuentra desde el norte de China a Nepal, pero también se cultiva en los jardines.

## Usos
Es una planta medicinal de la medicina tradicional china. Berchemia giraldiana Schneid. se utiliza de manera similar.

## Taxonomía
Berchemia lineata fue descrita por (L.) DC. y publicado en Prodromus Systematis Naturalis Regni Vegetabilis 2: 23. 1825.
Sinonimia
- Berchemia poiretiana DC.
- Girtanneria lineata Neck.
- Rhamnus lineata L.
- Ziziphus lineata Willd.[2]